# Většinový volební systém
Většinový volební systém je kategorie volebního systému, ve které jsou všechny mandáty na úrovni volebního obvodu přiděleny jedné kandidátce.

## Dělení
Většinové volební systémy lze rozdělit na:
- Systém relativní většiny (nazývaný též systém "prvního v cíli", anglicky first-past-the-post system, FPTP)
- Dvoukolový volební systém (příp. vícekolový)
  - systém absolutní většiny
  - systém spojující absolutní většinu s relativní (anglicky majority-plurality system)
  - románský vícekolový systém
- Doplňkové hlasování
- Alternativní hlasování
- Blokové hlasování

## Výhody
- Umožňuje sestavit téměř jednobarevný (jednostranný) zastupitelský orgán, čímž lze snadněji dosáhnout relativní politické stability.
- Je vhodný při volbě do výjimečné funkce např. prezidenta, starosty, hejtmana (při volbě jedné osoby není ani jiný než většinový systém možný, protože může být pouze jeden vítěz voleb).
- Úzká a konkrétní vazba mezi zvoleným zastupitelem a jeho voličem

## Nevýhody
- Deformuje volební výsledky (neodpovídá mínění voličů ve volbách):

například ve volbách do britského parlamentu v roce 2005 získala Labouristická strana absolutní většinu v parlamentu jen s 35 procenty hlasů.
jiný příklad z voleb do parlamentu Spojeného království v roce 2001, výsledky ve Walesu,
strana 1: 48,6 % hlasů – 85 % mandátů (34 ze 40)
strana 2: 20 % hlasů – žádné mandáty
strana 3: 14,3 % hlasů – 10 % mandátů (4 ze 40)
strana 4: 13,7 % hlasů – 5 % mandátů (2 ze 40)
- Zvýhodňuje velké strany a vede ke stálé dominanci dvou stran dle Duvergerova zákona

zde příklad ze stejných voleb, výsledky pro celé Spojené království
Labour Party 40,68 % hlasů – 65,5 % mandátů
Conservatives + Liberals dohromady 49,96 % hlasů – 33,08 % mandátů
Druhým příkladem jsou Spojené státy americké, kde je systémem relativní většiny voleno do obou komor parlamentu.
- Může vyhrát i strana s menším počtem reálných hlasů:

ve Spojeném království poměrně častý jev, na celostátní úrovní naposledy roku 1974, tedy pokud bereme zřetel jen na dvě největší strany, mezi menšími stranami se to stává pravidelně při každých volbách.
Viz také první příklad z Walesu, strana s 20 % voliči nedostala ani jediný mandát, strana se 14 % dostala 4.
Strana, která získala výrazně více hlasů, může mít mnohem méně nebo srovnatelný počet členů parlamentu. V Británii v roce 2015 získali Liberální demokraté s 2,415,916 hlasy stejný počet členů parlamentu (8) jako severoirská Demokratická unionistická strana, která ovšem získala pouze 184,260 hlasů.
- Vysoké procento propadlých hlasů. Například při volbách do Dolní sněmovny Spojeného království v roce 2015 získala Strana Nezávislosti Spojeného království (UKIP), celkem 12,6% hlasů, ale pouze jednoho poslance.
- Psychologický tlak na voliče (musí hlasovat strategicky, aby nedošlo k propadnutí jeho hlasu). Ilustrací tohoto stavu jsou velké rozdíly mezi volbami do národního a evropského parlamentu ve Francii a Velké Británii.[zdroj⁠?!] V Británii je vyhrála[kdy?] strana UKIP, ve Francii Národní Fronta. Obě tyto strany mají jen minimální či žádné zastoupení v národních parlamentech.[zdroj⁠?!] Volby do Evropského parlamentu musí vždy probíhat poměrným systémem.
- Gerrymandering:

možná manipulace s hranicemi volebních obvodů s cílem zvýhodnit kandidáta. Není systémově spojeno s většinovým volebním systémem, je problémem tam, kde má zastupitelstvo pravomoc určovat hranice volebních obvodů – to je případ USA, kde některé volební obvody připomínají navzájem propletené chobotnice.
Příklad: máme 15 voličů rozdělených na 3 volební obvody po 5 voličích, celkově hlasuje 9 pro stranu A a 6 pro stranu B, tj. původně vyhrává strana A ve všech obvodech poměrem 3:2 a se ziskem 3 mandátů. Po překreslení hranic obvodů vyhrává strana A v jednom obvodu poměrem 5:0, ve zbývajících dvou strana strana B poměrem 3:2.